# Hökåsen
Hökåsen är ett samhälle i Västerås kommun som ligger omkring 8 km norr om Västerås stadskärna. Invånarantalet är cirka 3 000 personer. Området var till 2018 klassat som en egen tätort men räknas från 2018 som en del av tätorten Västerås

## Historia
Området började som ett sommarstugeområde men utvecklades med åren till en förort. De två första husen byggdes under 1900-talets början. Det sista huset av de två revs 2017. 

### Befolkningsutveckling
| Befolkningsutvecklingen i Hökåsen 1950–2015 | Befolkningsutvecklingen i Hökåsen 1950–2015 | Befolkningsutvecklingen i Hökåsen 1950–2015 | Befolkningsutvecklingen i Hökåsen 1950–2015 | Befolkningsutvecklingen i Hökåsen 1950–2015 |
| ------------------------------------------- | ------------------------------------------- | ------------------------------------------- | ------------------------------------------- | ------------------------------------------- |
|                                             |                                             |                                             |                                             |                                             |
| År                                          |                                             |                                             | Folkmängd                                   | Areal (ha)                                  |
| 1950                                        | 1950                                        |                                             | 423                                         |                                             |
| 1960                                        | 1960                                        |                                             | 365                                         |                                             |
| 1965                                        | 1965                                        |                                             | 1 280                                       |                                             |
| 1970                                        | 1970                                        |                                             | 1 875                                       |                                             |
| 1975                                        | 1975                                        |                                             | 3 482                                       |                                             |
| 1980                                        | 1980                                        |                                             | 3 462                                       |                                             |
| 1990                                        | 1990                                        |                                             | 2 984                                       | 160                                         |
| 1995                                        | 1995                                        |                                             | 2 821                                       | 161                                         |
| 2000                                        | 2000                                        |                                             | 2 811                                       | 161                                         |
| 2005                                        | 2005                                        |                                             | 2 827                                       | 161                                         |
| 2010                                        | 2010                                        |                                             | 2 956                                       | 176                                         |
| 2015                                        | 2015                                        |                                             | 2 986                                       | 180                                         |
| Anm.: uppgick 2018 i Västerås               |                                             |                                             |                                             |                                             |

## Samhället
I Hökåsen finns ICA Supermarket Hökåsen (som även är ombud för Apoteket och Postnord), Dinos Pizzeria, samt Knektgårdens församlingshem och kyrksal. 

## Utbildning
Hökåsenskolan ligger mitt i Hökåsen. Skolan rymmer grundskola årskurs 1-6 och förskoleklass. Det finns tre förskolor i Hökåsen. 

## Kommunikationer
Länsbuss 21 passerar genom Hökåsen åt två håll. Söderut leder rutten till Västerås centralstation och norrut till Tillberga.

## Natur och fritid
Hökåsen gränsar i öster till Badelundaåsen. Norr om järnvägen mot Tillberga är åsen delvis utgrävd. I den norra delen finns ett stort gravfält bestående av tre högar och 28 runda stensättningar från sen bronsålder (cirka 500-talet före vår tideräkning).  
Söder om järnvägen mot Tillberga ligger den lilla badsjön ”Gropen”. Det har varit en grustäkt som återfyllts med grundvatten. Det är ingen officiell badplats och det finns inget regelbundet underhåll, så det är viktigt att de som utnyttjar badet städar efter sig. 
Hökåsen har ett nätverk med cykelvägar. Cykelvägarna leder norrut till Tillberga och söderut längs riksväg 56 till Västerås. Cykelvägen österut längs med Åsenlundsvägen leder till Gropen, Malmabanan och vidare  söderut till Finnslättenområdet med många arbetsplatser.
Det finns MTB-banor (för Mountainbike) runt Gropen. Här bedrivs tävlingar MTB-O som leds av olika arrangörer.
Hökåsen har ett Elljusspår för jogging och motion i skogen väster om samhället. En tunnel under Riksväg 56 till starten för elljusspåret medger riskfri passage för joggare och cyklister.
Strax öster om Hökåsen (söder om järnvägen mot Stockholm, Mälarbanan) finns en runsten som upptäcktes 1986 i åkern intill. Runristningen består av ett skriftband format som en oval ormslinga med huvud och stjärt sammanlänkade.   
Strax intill ligger Malmabanan, en motocrossbana för motorcyklar. Den har en cirka 1,5 km kuperad jordbana. Västerås Motorklubb har här träning, knattebana, teknikbana och tävlingar.
Norells trädgårdscenter ligger vid södra infarten till Hökåsen

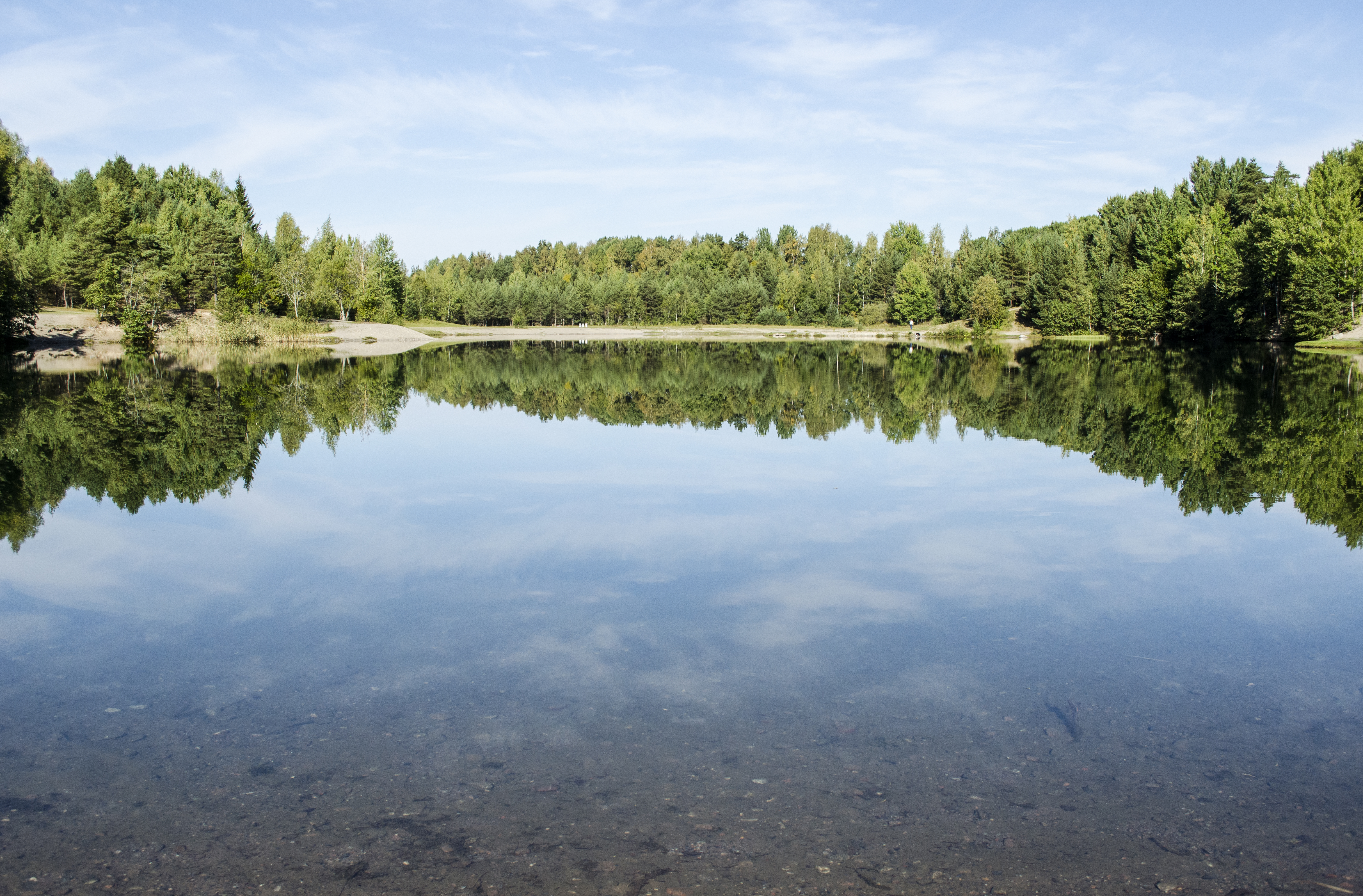
Badsjön Gropen vid Hökåsen.

## Föreningsliv
Hökåsen har ett antal aktiva föreningar inom ungdomsidrott och scouting:
- Hökåsens scoutkår
- Romfartuna GIF, Fotboll
- Hökåsen BK, Fotboll

## Kända personer från Hökåsen
- Lars Wallin (modeskapare)
- Magnus Lindgren (jazzmusiker och kompositör)
- Patrik Berglund (ishockeyspelare)
- Fronda (artist)